# Eudarcia moreae
Eudarcia moreae är en fjärilsart som beskrevs av Petersen och Reinhardt Gaedike 1983. Eudarcia moreae ingår i släktet Eudarcia och familjen äkta malar.
Artens utbredningsområde är Grekland. Inga underarter finns listade i Catalogue of Life.